# EX-A2 (Spanje)

De EX-A2

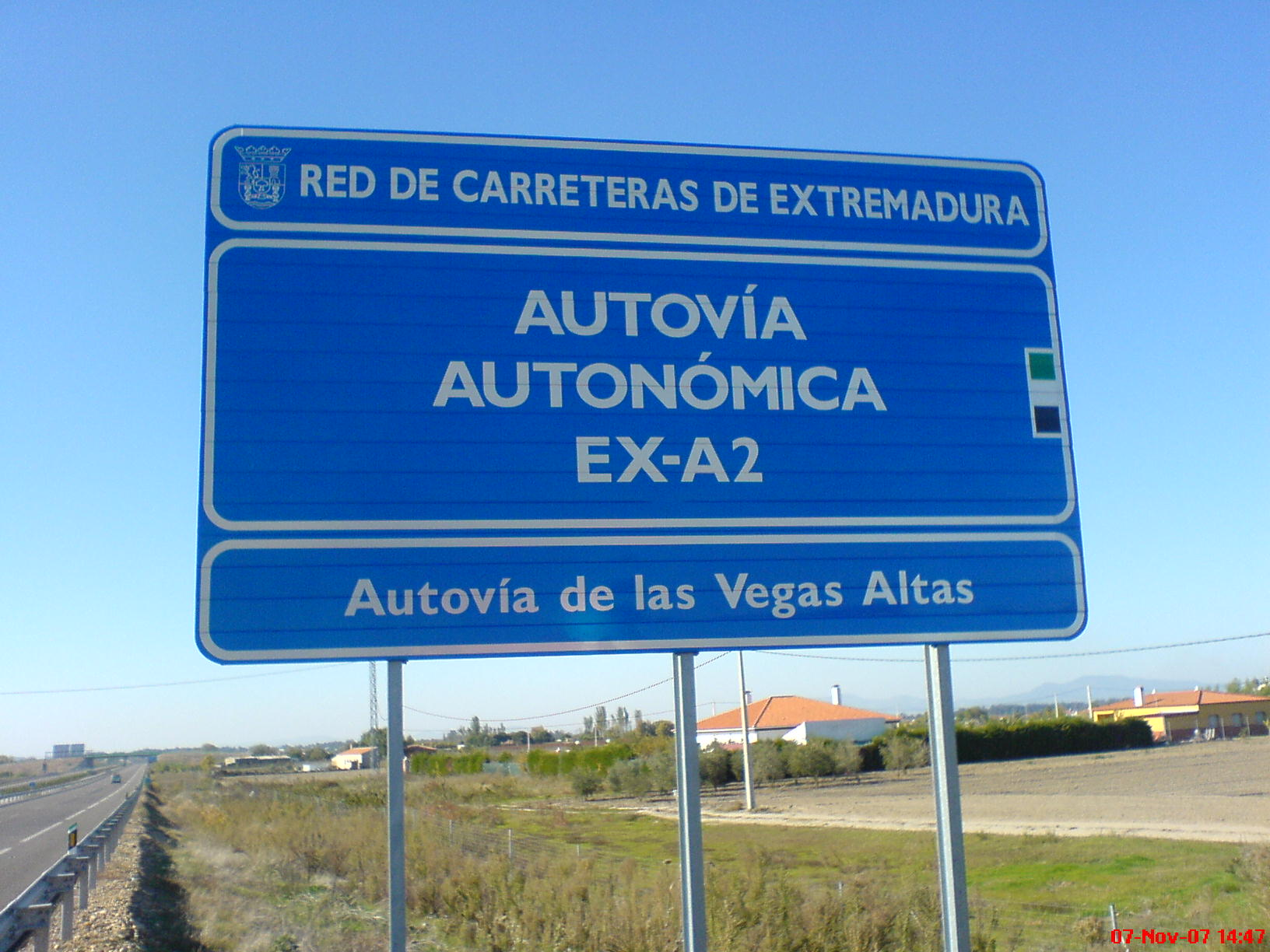
De EX-A2

De EX-A2 of Autovía de las Vegas Altas is een autovía in Extremadura. De snelweg verbindt de A-5 bij Miajadas met Plasencia (A-66) en de EX-206 tussen Don Benito en Villanueva de la Serena over een afstand van 23 kilometer. De weg werd aangelegd in 2006.